# Kizzuwatna

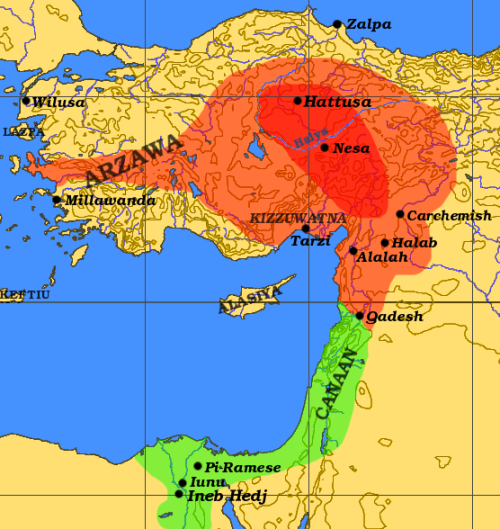
Het uitgebreid Hettitische Rijk (rood) verving Hatti en grensde ca. 1290 v.Chr. aan het Egyptische rijk (groen)

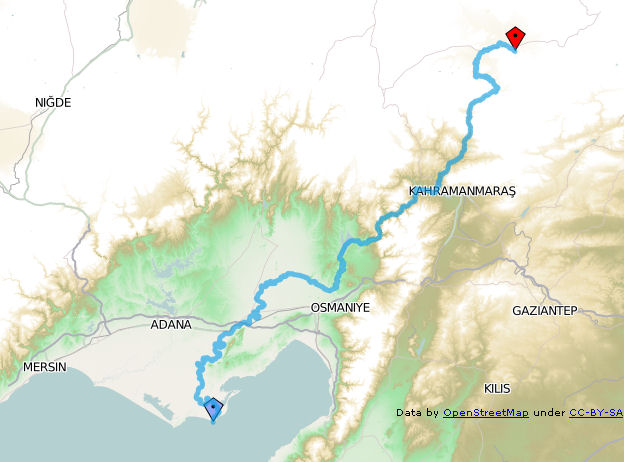
Ceyhan rivier van haar bron tot de Middellandse Zee.

Kizzuwatna (ook Kizzuwadna, Akkadisch Kizwatna, Egyptisch: Qiduwadana of Kode), was een oud-Anatolisch koninkrijk in het 2e millennium v.Chr.. Het was gelegen in het heuvelachtige gebied van Zuidoost-Anatolië, aan de Golf van Iskenderun in hedendaags Turkije. Kizzuwatna omringde het Taurusgebergte en de Ceyhanrivier. Centraal in het koninkrijk lag de stad Kummanni.
In de 14e eeuw v.Chr. werd Kizzuwatna door het Nieuwe Hettitische Rijk ingelijfd. In een latere era stond deze regio als Cilicië bekend.

## Het land
De berghellingen in dit gebied zijn nog steeds deels door wouden bedekt. Het land was rijk aan obsidiaan- en zilvermijnen. Obsidiaan werd reeds in het neolithicum ontgonnen en uitgevoerd. Het diende toen onder andere voor het maken van spiegels en gereedschap.
Jaarlijkse winterregens maakten al heel vroeg landbouw mogelijk, en het gebied maakt dan ook deel uit van de Vruchtbare Halvemaan en de neolithische revolutie die daar plaatsvond. Op de vlakten rond de benedenloop van de Ceyhan lagen eveneens rijke oogstvelden. Een eind westwaarts was een van de oudste steden, Çatalhöyük, gelegen die rond 7000 v.Chr. een onderkomen aan wel tienduizend mensen bood.

## De mensen
In het koninkrijk Kizzuwatna leefden tegen het 2e millennium v.Chr. verschillende etnische groepen tezamen.
De Hurrieten waren dit gebied sedert het begin van dit millennium komen bewonen. Zij hadden zich hier met de autochtone bevolking gemengd, en veel van de plaatselijke cultuur en religie overgenomen.
De Hettitische expansie van het vroege Oude Hettitische Rijk (onder Hattusili I en Mursili I) zou ook de Hettieten en de Luwiërs naar zuidoost Anatolië voeren. Het Luwisch vormde een onderdeel van de Indo-Europese taalgroep, met sterke banden met het Hettitisch. Na de verzwakking van het Oude Hettitische Koninkrijk zouden de plaatselijke Hettieten en de Luwiërs bijdragen tot de vorming van een onafhankelijk Kizzuwatna. Het toponiem Kizzuwatna is mogelijk een Luwische aanpassing van het Hettitische *kez-udne 'land aan deze zijde (van de bergen)', terwijl de naam van de koning, Isputahsu, helemaal Hettitisch is en niet Luwisch. De Hurritische cultuur werd prominent in Kizzuwatna zodra het onder de invloedssfeer van het Hurritisch koninkrijk van Mitanni kwam.
De meeste van de weinige overgeleverde persoonsnamen zijn Hurritisch. Daarnaast komen ook Luwische en Amoritische namen voor (zoals de priester Ammi-Ḫatna). De naam van koning Palliaš is Hurritisch, zo ook volgens Goetze de naam van het land zelf en van de hoofdstad. De namen van de koningen Paddatišu, Pariyawatri en Šunaššura zijn Indo-Iraans.

## Religie

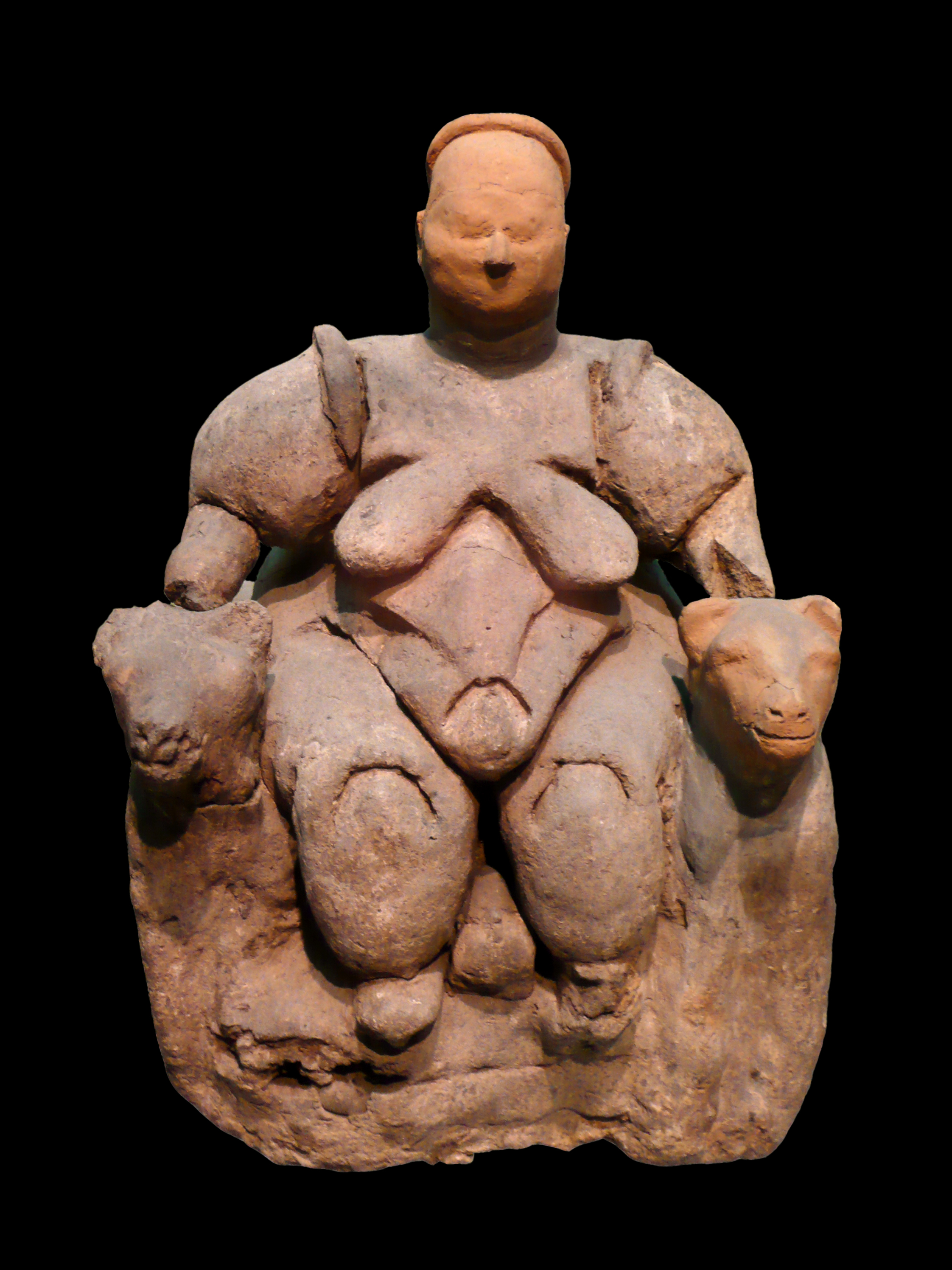
Zittende vrouw van Çatalhöyük toont gelijkenis met de latere voorstellingen van Cybele en Demeter.

De oorspronkelijke agrarische bevolking kende een vruchtbaarheidscultus. Dit soort cultussen is doorgaans gecentreerd rond een aardgodin. De Hattische godin Wurushemu was de aardgodin van de autochtonen en werd door de geïmmigreerde Hurriërs overgenomen onder de naam Hepat.
De Hettieten, die na hen aankwamen in het gebied, noemden haar Hannahanna, wat gewoon "moedersmoeder" betekent. Later werd zij ook Inanna en vervolgens Ishtar genoemd. Tot de periode 1400-1380 v.Chr. werd in Kizzuwatna een beeld van de zwarte Šawuška vereerd. Dit beeld is onder Tudhalijaš III naar Šamuḫa aan de boven-Eufraat in Ḫatti overgebracht om het voor vijandige aanvallen te beschermen.
De immigrerende stammen brachten ook hun eigen goden met zich mee, waardoor tegelijk een heel andere cultus zijn intrede deed. Ook de Hettieten brachten op hun beurt hun eigen goden mee, waaronder de weergod die de Hurrieten Teshub noemden.
De Hurrieten waren waarschijnlijk een van de Kaukasus afkomstig niet-Indo-Europees volk. Volgens sommigen werden ze echter door een Indo-Iraanse koningskaste geleid. De koningen van Mitanni droegen Indo-Europese namen en vereerden de oude Indiase goden Mithra, Varuna en Indra. Waarschijnlijk was de legende van Indra bekend, aangezien hij in de Hurritische tabletten wordt vernoemd.
Er werden pogingen ondernomen gelijkaardige goden van de verschillende volken onder een gemeenschappelijke naam te vereren. Dit was het geval onder invloed van grootvorstin en opperpriesteres Puduhepa van het Nieuwe Hettitische Rijk. Zij was aan het begin van de 13e eeuw v.Chr. in de stad Lawazantiya in Kizzuwatna geboren, toen de Hettitische invloed in Anatolië reeds sterk was doorgedrongen. Haar vader Bentepsharri was hogepriester in dienst van de beschermgodin van de stad, Iştar van Lawazantiya, en Puduhepa groeide op als priesteres voor dezelfde godin. Het Hurritisch pantheon, dat eerder al veel van het oorspronkelijk Hattische in zich had opgenomen, werd onder haar toedoen thans in het Hettitisch pantheon geïntegreerd. Met name de godin Hepat van Kizzuwatna won tegen het eind van de 13e eeuw v.Chr. aan belang in de Hettitische religie, toen dit gebied onder toedoen van haar gemaal Musili III in het Nieuwe Rijk was ingelijfd. Een corpus van religieuze teksten, de Kizzuwatna-rituelen, werd in Hattusa ontdekt.

## Geschiedenis
Koning Sargon van Akkad zou naar eigen zeggen in de 23e eeuw v.Chr. het Taurusgebergte hebben bereikt. Archeologische sporen van Akkadische invloed in de regio zijn echter nog niet gevonden. Wel liepen in het vroege 2e millennium v.Chr. de handelsroutes van Assyrië naar de karum (Kültepe) in het Anatolische hoogland over Kizzuwatna.
De koningshuizen van Kizzuwatna hadden in die tijd frequent contact met de Hettieten in het noorden. De vroegste Hettitische optekeningen lijken naar Kizzuwatna en Arzawa (West-Anatolië) samen te verwijzen als Luvië.
In de machtsstrijd die ontstond tussen de Hettieten en het Hurritisch koninkrijk van Mitanni werd Kizzuwatna een gewilde partner vanwege de strategische ligging. De overheersing over Kizzuwatna wisselde dan ook in de tijd tussen Hanigalbat en de Hettieten. Deels kon het in ruime mate onafhankelijk optreden als bufferstaat tussen Ḫatti en Ḫalpa, dat wil zeggen tussen beide grootmachten Ḫatti en Ḫanilgabat, en op die manier verwierf het de controle over Atanjia en delen van het hoger gelegen Ḫaburgebied.

### Oude rijk
Ishputashu (ca. 1560–1535 v.Chr.) sloot een verdrag met de Hettitische koning Telepinu, nadat die een veldtocht tegen het noorden van Kizzuwatna had ondernomen, dat de handelsweg naar Syrië controleerde. Dit leidde tot het oudst bekende verdrag van de Hettieten , waar slechts nog fragmenten van zijn overgebleven. De steden Hassuwa, Lawazantija en Zizzilippa behoorden voortaan tot de Hettitische invloedssfeer.
In het begin van de 15e eeuw v.Chr. maakte Kizzuwatna deel uit van het Hettitische Rijk en kwam rond 1450 v.Chr. onder Sauštatar bij Hanigalbat. Zo besliste koning Sauštatar van Hanigalbat in een rechtsgeding tussen koning Šunaššura I van Kizzuwatna en Niqmepa van Alalach.

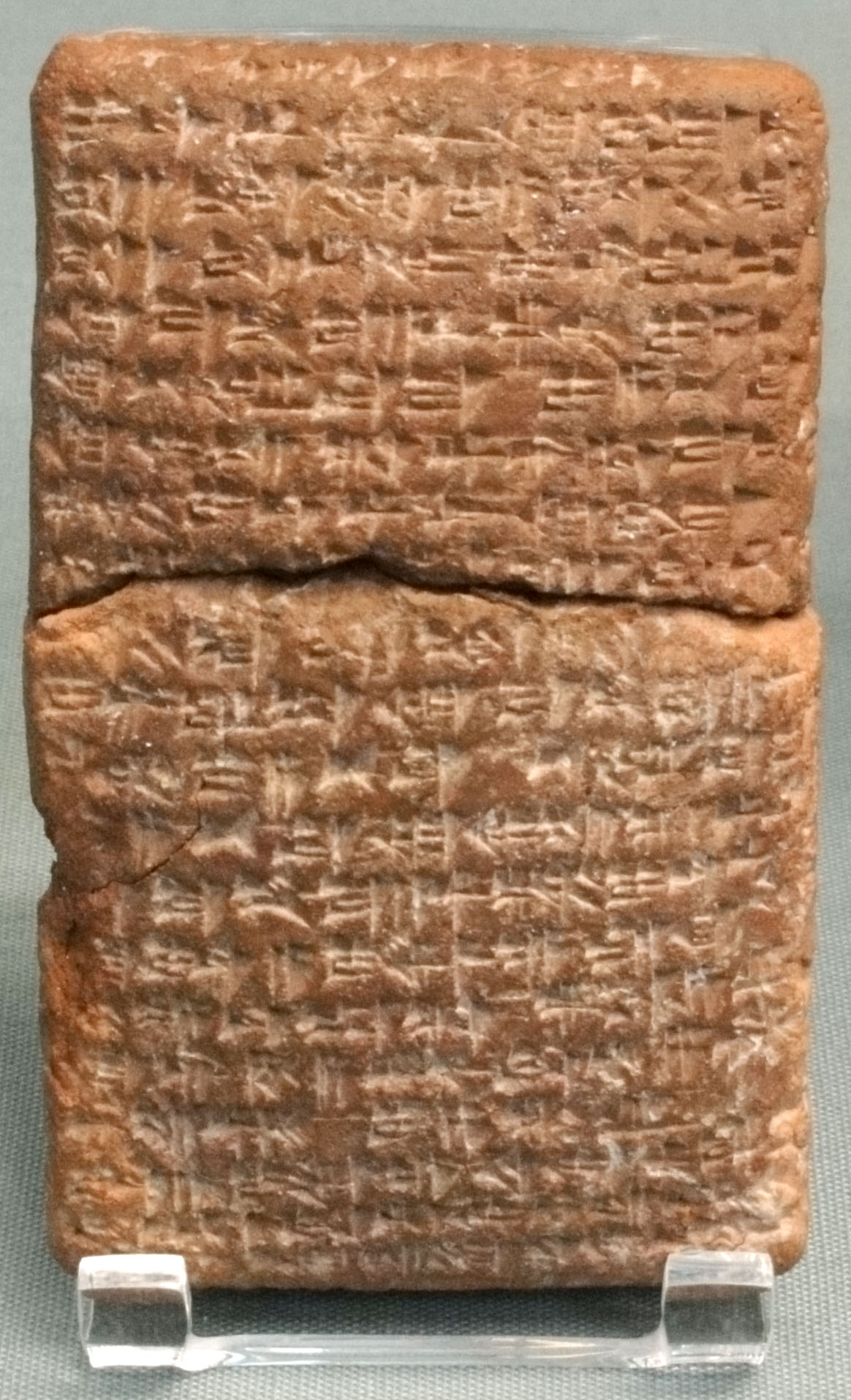
Verdrag op kleitablet over voortvluchtige slaven tussen Idrimi van Alalakh (Tell Atchana) en Pillia van Kizzuwatna, lengte:12 cm op 6.4 cm breedte, spijkerschrift uit ca. 1480 v.C. (British Museum, Londen, zaal 54)

Later veranderde Kizzuwatna van bondgenootschap, mogelijk vanwege een nieuwe dynastie die aan de macht kwam. Dat was toen de stadstaat Alalakh in het zuiden zich onder zijn gedreven leider Idrimi uitbreidde, die zelf vazal was van de Mitannikoning Barattarna. Koning Pilliya van Kizzuwatna moest toen een verdrag met Idrimi aangaan. Daarmee werd Kizzuwatna een bondgenoot van Mitanni onder het bewind van Shunashura I. Dit bleef zo totdat in de periode van machtstoename van de Hettieten in het Middenrijk de Hettitische koning Arnuwanda I (ca. 1440–1420) opnieuw probeerde de Hettitische controle over het Ḫaburgebied te verwerven, het land onder de voet liep en er een vazalkoninkrijk van maakte. Wanneer Urušša onder Hettitische heerschappij kwam, is nog onduidelijk. Het werd pas onder Tudhaliya II (1450–1420) aan Kizzuwatna afgegeven.

### Middenrijk
Uit de tijd van het zogenaamde "Middenrijk" is een Hettitisch vazallenverdrag met Šunaššura II (ca. 1400 v.C.) van Kizzuwatna overgeleverd, waarin Kizzuwatna een aantal vrijheden worden verzekerd. Zoals Arzawa en Mitanni wordt Kizzuwatna als kuirwanašland aangeduid, wat Götze met "protectoraat" vertaalt. Mogelijk bleven daarbij delen van Kizzuwatna onafhankelijk. Het scheen de Hettieten er vooral om te doen Kizzuwatna aan hun kant te krijgen en zo een buffer tegen Hanigalbat te creëren.
Het vazalverdrag met Kizzuwatna werd onder Tudhalijaš III (1400–1380) hernieuwd. Onder deze heerser werd ook het beeld van de zwarte Šawuška (godin) van Kizzuwatna naar Šamuḫa in Ḫatti in veiligheid gebracht, wat op een poging tot machtsuitbreiding van de kant van de Hettieten kan duiden, of alleszins een bedreiging van de grenzen. Want Šamuha schijnt uiteindelijk aan Hanigalbat te zijn verloren.
Het vazalverdrag van Šuppiluliuma I maakte Kizzuwatna de facto tot deel van de Hettitische invloedssfeer. Kizzuwatna rebelleerde tegen het bewind van Suppiluliuma I (1380–1340), maar bleef nog tweehonderd jaar onder heerschappij van het Hittitisch Rijk. Šuppiluliumaš verhief zijn zoon Telepinuš tot de status van hogepriester in Kummani en daarna tot koning van Ḫalpa. Onder Muršili II (1339–1306), de zoon van Šuppiluliuma, kwam Kizzuwatna in opstand tegen Ḫatti, zoals ook Mitanni en Arzawa. Zij verbraken daarbij de eed die zij hadden gezworen, onder belediging van de goden en hun tempel, die aangeroepen werden om tegen de godslasteraars op te treden. Er zijn geen aanwijzingen voor de herovering van Kizzuwatna, maar in het negende jaar van zijn bewind zocht Mursiliš de tempel van Ishtar in Kumanni op en voltrok daar de rituelen die ook zijn vader reeds had beloofd te zullen uitvoeren. Onder koning Muwatalli II (1306–1282 v. Chr.) kwam Kizzuwatna definitief onder Hettitische controle.
Het leverde ook hulptroepen aan de Hettitische koning voor de slag bij Kadesh (ca. 1274 v.Chr.)

### Grootvorstin Puduhepa en het Nieuwe Rijk
Bij zijn terugkeer van de Slag bij Kadesh zocht de Hettitische generaal Hattusili het heiligdom van Ishtar (Šawuška genoemd) in de stad Lawazantiya in Kizzuwatna op, en naar men zei instrueerde Ishtar hem om met priesteres Puduhepa in het huwelijk te treden. Vervolgens ging zij met hem mee naar het koninkrijk van Hapissa. Toen haar gemaal met succes zijn neef Urhi-Tesjub (Mursili III) bestreed, kwam de troon van het Hettitisch Rijk in hun bezit en kreeg Puduhepa de status van grootvorstin. De Hettitische koningin had in die tijd een belangrijke rol aan het hof en in de internationale diplomatie. Dit kwam vooral tot uiting in de correspondentie die zij voerde met het hof van het Oude Egypte. Koningin Puduhepa wisselde meerdere malen correspondentie uit met Ramses II. Dit was onder meer het geval naar aanleiding van de ondertekening van een vredesverdrag, en van de uitwisseling van leden van het hof, waarbij twee van haar dochters een huwelijksovereenkomst met Ramses II aangingen. Van Puduhepa zijn veel kinderen gekend. De belangrijkste zijn haar dochters Gussuliyawiya, en Maathorneferure (Egyptische naam van haar oudste dochter die in de 19e dynastie van Egypte een huwelijkscontract met Ramses II aanging) en haar zonen Tudhaliya en Nerikailli.
Na de dood van Hattusili regeerde Puduhepa voort als Godin-Koningin en bereidde haar zoon voor op de troon als Tudhaliya IV. Zij stond ook aan het hoofd van de gerechtelijke macht en kwam soms zelf tussen in rechtszaken. Zo zijn enkele besluiten in rechtszaken in het koninkrijk Ugarit door haar genomen. Als opperpriesteres was zij verantwoordelijk voor een reorganisatie en rationalisatie binnen de Hettitische religie. Van haar hand zijn onder meer enkele hymnen gericht aan de godin Lelwani en aan de zonnegodin van Arinna, die zij aan de beschermgodin als Hurrietische godin Hebat gelijkstelt. In deze teksten roept zij de godinnen op om de gezondheid van haar man te vrijwaren. Zij speelde ongetwijfeld een grote rol in de "hurrietisering" van het Hettietisch imperiaal pantheon, wat wordt geïllustreerd door de aanpassingen die Hattusili III en Tudhaliya IV in de heiligdommen van Yazılıkaya uitvoerden.
Puduhepa oefende het ambt van koningin 66 jaar lang uit, tot zij aan het eind van de 13e eeuw v.Chr. stierf op ongeveer 90-jarige leeftijd. Zij was een van de belangrijkste politieke figuren in die periode.

### Verval
Documenten uit Ugarits laatste dagen maken melding van een ernstige hongersnood in Anatolië aan het eind van de 13e eeuw v.Chr.
Na de val van het Hittitisch Rijk rond 1180 v.Chr. ontstonden verschillende kleine neo-Hettitische koninkrijkjes in de regio zoals Tabal, Kammanu en Quwe.
In de Assyrische periode waren grotere landsdelen als Que bekend. Het klassieke Que strekte zich echter over de landsgrenzen van het voormalige Kizzuwatna uit naar het westen. Het werd veroverd door Salmanassar III.

## Koningen van Kizzuwatna
De chronologie van de opeenvolgende koningen van Kizzuwatna is nog niet volledig uitgeklaard. Men baseert zich vaak op synchronisme met al even weinig gedocumenteerde Hettitische koningen uit het Middenrijk. Volgende lijst volgt grotendeels Freu (1999):
- Parijawatri (vermoedelijk geen zelfstandig heerser)
- Grootkoning Isputasu/Išputaššu†, zoon van Parijawatri – tijdgenoot van Telipinu van Hatti, 1560–1535
- Paddatišu, 1535–1515
- Eheja, tijdgenoot van de Hettitische koning Taḫurwaili, die niet in de koningslijsten opduikt (vermoedelijk tussen Hantili II en Zidanza te plaatsen), 1515–1500
- Pillija/Palliaš – tijdgenoot van Idrimi van Alalach, Barattarna, Toetmosis III. Vermoedelijk opvolger van Eheja, sluit een verdrag met Zidanta II, de erfgenaam van Hantili II. Hij noemt zich LUGAL.GAL, maakt de Hurritische koning vazal. Vermoedelijk 1500–1475
- Sunassura/Šunaššura I, tijdgenoot van Šuppiluliuma I. en Saušhtatar, 1475–1450
- Talzuš, zoon van Šunaššura, ca. 1425
- Sunaschsura/Šunaššura II – tijdgenoot van Tudhalija II van Hatti (ca. 1400 v.C.)
- Kantuzilli (SANGA)
- Telepinu (ca. 1340)

Verovering door Arnuwanda I van Hatti (ca. 1380 v.C.)